# Ламберт I Нантський
Ламберт, (†836) — граф Нантський і префект Бретонської марки між 818 і 831, герцог Сполетський з 834. Разом з Людовиком I Благочестивим у 818 брав участь у поході проти бретонців, які проголосили Морвана своїм королем.
У 831 підтримав повстання Лотара I проти Людовика, за що був висланий до Італії, де отримав у правління герцогство Сполетське. Помер у 836 році, що був багатий на епідемії.